# Romance de bureau
Pour plus de détails, voir Fiche technique et Distribution.
Romance de bureau (en russe : Служебный роман) est un mélodrame soviétique réalisé par Eldar Riazanov, l'adaptation de la pièce Collègues (1971) d'Émile Braguinski qui signe également le scénario. Produit par les studios Mosfilm, le film détient la 1re place par le nombre de spectateurs (58 millions) à sa sortie en 1977,.

## Synopsis
Anatoli Novosseltsev, un modeste employé, se trouve mis au placard à son Institut de statistique. Pour décrocher un nouveau poste, sur conseil de son collègue Youri Samokhvalov, il tente de séduire sa chef Lioudmila Kalouguina, femme à l'apparence négligée pour qui le travail a remplacé la vie privée.

## Fiche technique
- Titre du film : Romance de bureau
- Titre original : Служебный роман, Sluzhebnyy roman
- Production : Mosfilm
- Réalisation : Eldar Riazanov
- Scénario : Émile Braguinski
- Photographie : Vladimir Nakhabtsev (ru)
- Directeur artistique : Sergueï Voronkov (ru), Alexandre Borissov
- Casting : Vladimir Jelezniakov
- Montage : Valeria Belova, Eleonora Praksina
- Costumes : Edith Priede
- Maquillage : Olga Strountsova
- Son : Youri Rabinovitch (ru), Valentina Chtchedrina
- Musique : Orchestre symphonique d'État de l'URSS pour l'art cinématographique
- Chef d'orchestre : Emin Khatchatourian
- Compositeur : Andreï Petrov
- Textes des chansons : Bella Akhmadoulina, Nikolaï Zabolotski, Evgueni Evtouchenko, Eldar Riazanov et For The Sake O' Somebody de Robert Burns traduit par Samouil Marchak
- Format : 35 mm - couleur
- Genre : mélodrame
- Durée : 151 minutes
- Pays d'origine :  Union soviétique
- Date de sortie : 26 octobre 1977

## Distribution
- Alissa Freindlich : Lioudmila Kalouguina, directeur de l'Institut de statistiques
- Andreï Miagkov : Anatoli Novosseltsev, employé de l'Institut de statistiques
- Oleg Bassilachvili : Youri Samokhvalov, directeur adjoint de l'Institut de statistiques, ancien camarade d'études de Novosseltsev
- Svetlana Nemoliaïeva : Olga Ryjova, collègue de Novosseltsev, ex-petite amie de Samokhvalov
- Lia Akhedjakova : Verotchka, secrétaire de Kalouguina
- Lioudmila Ivanova : Choura, syndicaliste
- Piotr Chtcherbakov (ru) : Piotr Boublikov, chef du service restauration
- Nelli Pchennaïa (ru) : femme de Samokhvalov
- Viktor Filippov (ru) : Borovski, chef de service
- Gueorgui Bourkov : Jora, homme à tout faire
- Alexandre Fatiouchine : employé de l'Institut de statistiques
- Vera Bourlakova (ru) : employée de l'Institut de statistiques
- Maria Vinogradova : employée de l'Institut de statistiques
- Ekaterina Voronina (ru) : employée de l'Institut de statistiques
- Inna Vykhodtseva (ru) : employée de l'Institut de statistiques
- Lidia Dranovskaïa (ru) : employée de l'Institut de statistiques
- Tatiana Ignatova (ru) : employée de l'Institut de statistiques
- Valentina Ouchakova (ru) : employée de l'Institut de statistiques
- Galina Samokhina (ru) : employée de l'Institut de statistiques
- Alexandra Kharitonova (ru) : employée de l'Institut de statistiques